# ボリス・フィラノフスキー
ボリス・フィラノフスキー (Boris Filanovsky（近年、姓の末尾を公的にyに改称）、1968年12月19日 - ) は、ロシアの現代音楽の作曲家。

## 略歴
サンクトペテルブルクでボリス・ティシチェンコに師事。イルカムリーディングパネル、入野賞の両賞で優勝。諸外国にもコンペや奨学金で招かれることがある。eNsembleとStResの創始者でもあり、新しい傾向の受容を率先して行うことの出来た最初の世代に位置する。

## 作風
民謡の借用から、現代特殊歌唱まで幅広く用いる。楽器法は毎回極端であり、癖の強い音色と粗野な対位法を特徴とする。一曲を構成する際に、トゥッティが数秒で残りは独奏、1分半のグリッサンドで曲が終わるなど、形式観の打破を試みている。受賞作となった「ポリフォニオン」は比較的クラシカルな形式を取っている。
後輩作曲家の作品を演奏するヴォーカリストとしても知られている。